# ¿Dónde vas, triste de ti?
¿Dónde vas, triste de ti? es el título de una película española de 1960 dirigida por Alfonso Balcázar, secuela de la película ¿Dónde vas, Alfonso XII?, cuyo argumento se desenvuelve entre 1879 y 1885 en España, con el reinado de Alfonso XII, su dolor por la pérdida de su esposa María de las Mercedes de Orleans, su matrimonio sin amor con María Cristina de Habsburgo-Lorena y su muerte en el Palacio Real de El Pardo de Madrid en 1885.

## Sinopsis
Después de la muerte de la reina Mercedes, la primera esposa de Alfonso XII, se plantea el problema de la sucesión. Anímicamente destrozado, Alfonso debe seguir concentrándose en las tareas de gobierno para asegurar la estabilidad política. Es un rey muy popular y respetado por los españoles, pero la monarquía necesita un heredero, y el rey elige a María Cristina de Habsburgo-Lorena, archiduquesa de Austria, como futura reina de España. Esta vez es un matrimonio sin amor, aunque el rey le toma afecto a María Cristina. El recuerdo de Mercedes se interpondrá en el matrimonio. Y el ansiado hijo varón nacerá cuando Alfonso XII ya ha muerto.

## Reparto
- Vicente Parra como Alfonso XII de España
- Marga López como María Cristina de Habsburgo-Lorena
- María Fernanda Ladrón de Guevara como Isabel II de España
- Marta Padovan como la infanta Isabel «La chata»
- Ana María Custodio como la duquesa de Montpensier
- Rosita Yarza como la archiduquesa Isabel de Austria
- Tomás Blanco como el duque de Sesto
- José Marco Davó como Antonio Cánovas del Castillo
- Francisco Arias como Práxedes Mateo Sagasta
- Rafael Bardem como Ceferino, ayudante de Cámara

- Datos: Q6172373